# 6873 Tasaka
6873 Tasaka eller 1993 HT1 är en asteroid i huvudbältet som upptäcktes den 21 april 1993 av de båda japanska astronomerna Kazuro Watanabe och Kin Endate vid Kitami-observatoriet. Den är uppkallad efter den japanske amatörastronomen Ichiro Tasaka.
Asteroiden har en diameter på ungefär 4 kilometer och den tillhör asteroidgruppen Flora.